# Filaria piscium
Filaria piscium is een rondwormensoort uit de familie van de Filariidae. De wetenschappelijke naam van de soort is voor het eerst geldig gepubliceerd in 1845 door Dujardin.